# خانه رسایی
خانه رسائيها مربوط به دوره قاجاریه است. این خانه شامل دو حیاط و نارنجستان است که به صورت شاه‌نشین و اندرونی استفاده می‌شده‌است. در حیاط اصلی آن ایوان، سه دری و اتاق‌های که اهالی خانه از آن استفاده می‌کرده‌اند. تزئینات گچی بنا روی سطوح نما، حوض بیضی شکل و متفاوت آن و نوع تزئینات بالای ایوان جنوبی از ویژگی‌های بارز این خانه تاریخی است.این منزل در نزدیکی
راسته بازار قدیم فردوس قرار دارد.
این اثر در تاریخ ۴ آبان ۱۳۸۸ با شمارهٔ ثبت ۲۹۳۲۸ به‌عنوان یکی از آثار ملی ایران به ثبت رسیده است.

## نگاره‌ها

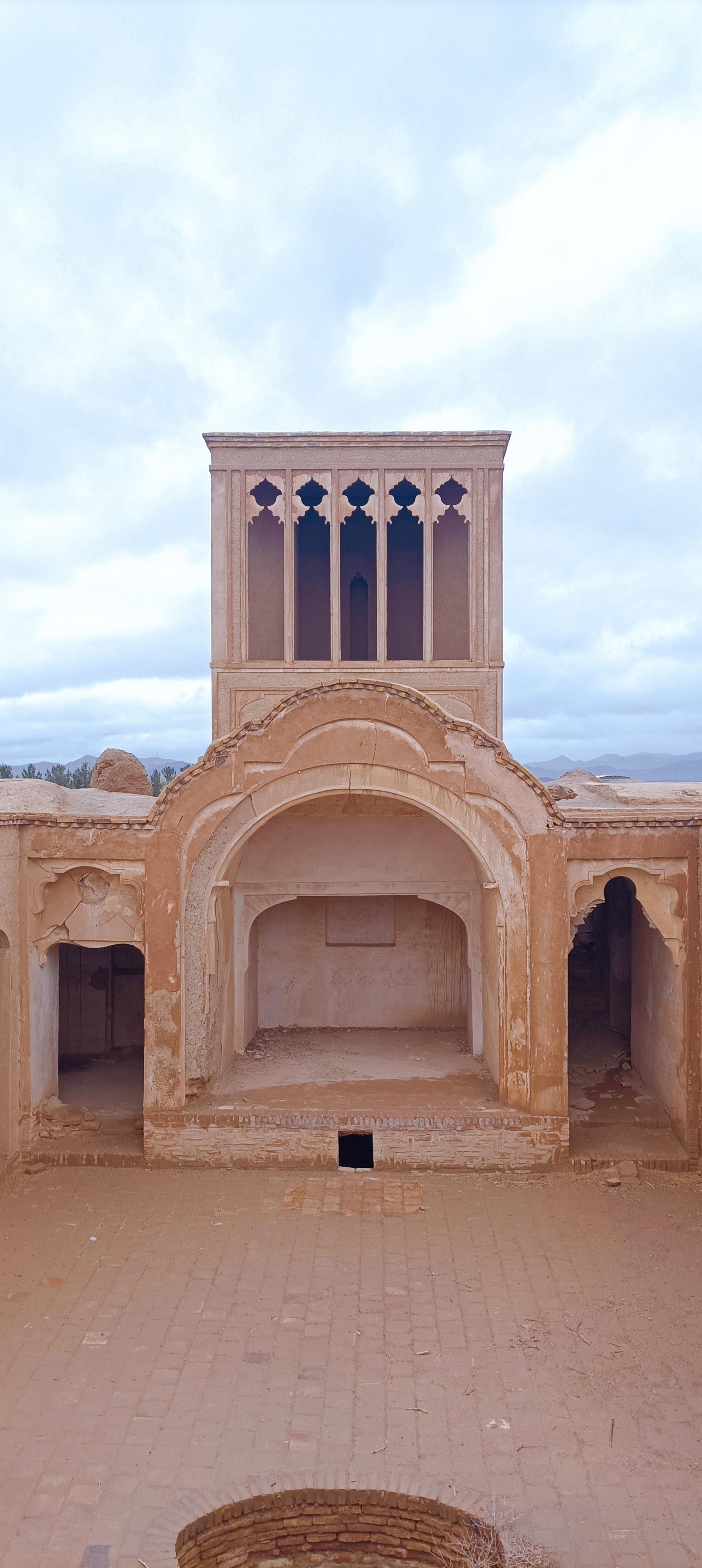
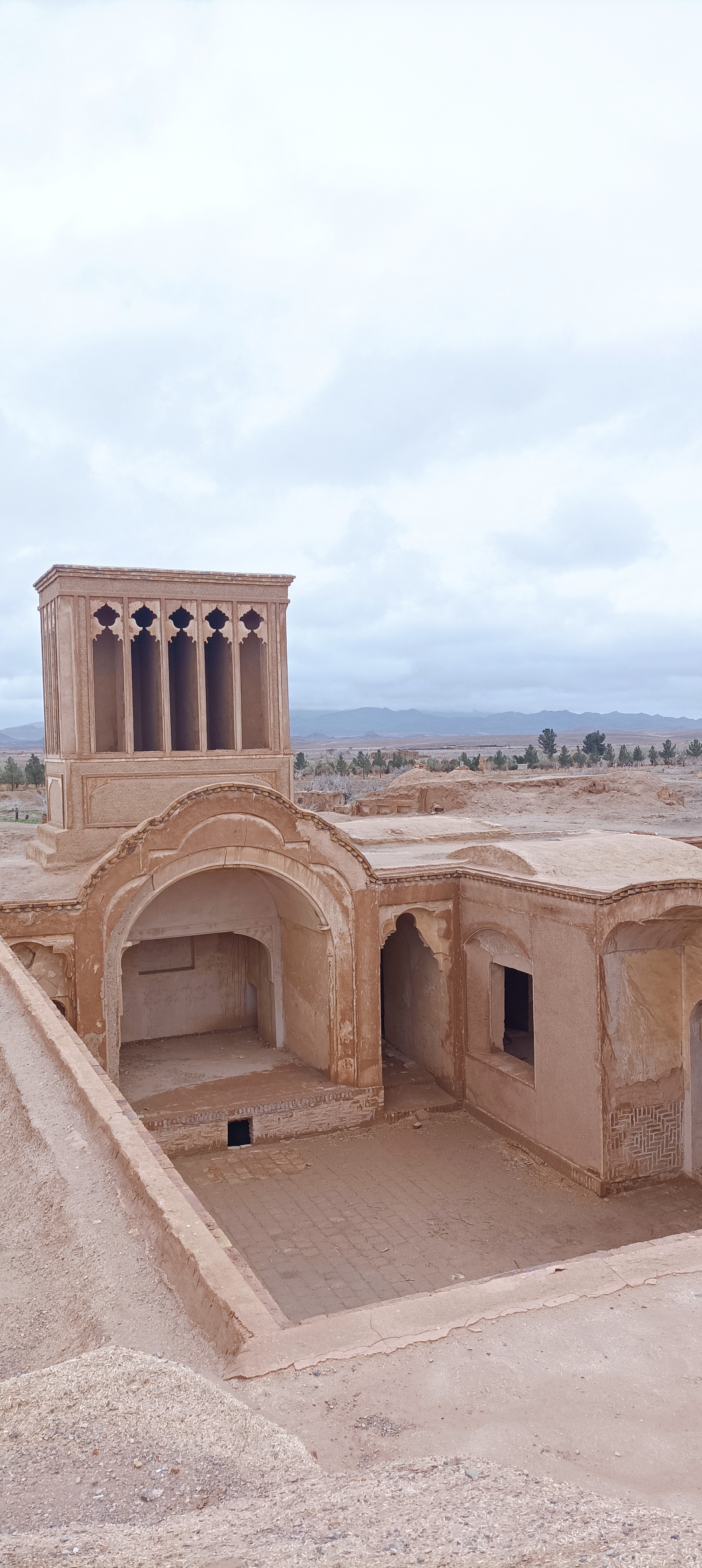